# 熊本学園大学の人物一覧
熊本学園大学の人物一覧（くまもとがくえんだいがくのじんぶついちらん）は、熊本学園大学に関係する人物の一覧。

## 著名な教職員
- 高橋守雄 - 創立者
- 石坂繁 - 初代理事長
- 細江守紀 - 学長
- 甲斐弦 - 名誉教授
- 野見山俊一 - 体育学、名誉教授
- 伊藤良高 - 教育学、教授
- 酒井重喜 - 歴史学、教授
- 佐藤信彦 - 会計学、教授
- 古田龍助 - 経営学、教授
- 三塚武男 - 福祉学、教授
- 伊藤比呂美 - 詩人、招聘教授
- 東島大 - 客員研究員

## 主な出身者

### 政治
- 小川克巳 - 参議院議員、理学療法士
- 榊利夫 - 元衆議院議員（東洋語学専門学校）
- 元松茂樹 - 熊本県宇土市長
- 藏原隆浩 - 熊本県玉名市長

### 経済
- 松岡康雄 - 元ローソン会長、元日本フランチャイズチェーン協会会長
- 茨木國夫 - 実業家
- 佐々野諸延 - リンガーハット社長

### 文化
- 小松由加子 - 小説家
- たかしよいち - 児童文学作家（東洋語学専門学校）
- 秋吉健太 - 編集者、メディアプロデューサー
- 種田守倖 - 放送作家、映画評論家
- 徳永洋 - 歴史学者
- 柳田義明 - アニメーター

### 芸能
- 佐藤邦治(元THE ALPHA) -ミュージシャン（ドラマー）
- 塚原哲平 - 歌手
- 江口信 - 俳優
- 波田陽区 - お笑い芸人
- パッチワーク - お笑い芸人
- 吉本大 - お笑い芸人
- ホンキートンク利 - お笑い芸人
- マーガリン - タレント
- かながわIQ - タレント
- 栗田善太郎 - 福岡県のローカルタレント
- イサオ - 熊本県のローカルタレント
- 大田黒浩一 - 熊本県のローカルタレント
- 黒木よしひろ - 熊本県のローカルタレント
- 高村公平 - 熊本県のローカルタレント
- 加治屋成文 - 熊本県のローカルタレント
- 林田雪菜 - 熊本県のローカルタレント
- 西本美恵子 - 福岡県のローカルタレント
- 渡辺大輔 - 熊本県のローカルタレント
- 常盤よしこ - 熊本県のローカルタレント
- 加納麻衣 - 熊本県のローカルタレント
- 甲斐麻友子 - 熊本県のローカルタレント
- 津田ひかる - 熊本県のローカルタレント

### スポーツ
- 幸村ケンシロウ - プロレスラー
- ハヤブサ - プロレスラー(中退)
- ミスター雁之助 - 元プロレスラー
- 阪上弘一 - テコンドー選手

### アナウンサー
- 浅井みどり - くまもと県民テレビ元アナウンサー
- 沼川浩子 - 元熊本県民テレビアナウンサー、短期大学部卒業
- 原武博之 - 熊本放送元ラジオ局次長
- 久島健一 - 熊本放送ラジオパーソナリティ、ラジオディレクター
- 佐藤康太 - 大分放送元アナウンサー